# Baintner János
Baintner János (Liptóújvár, 1815. január 15. – Pusztaberki, 1881. augusztus 14.) magyar jogász, bíró, egyetemi tanár.

## Élete
Középiskolai tanulmányait Rozsnyón, Miskolcon és Lőcsén, a bölcseleti és jogi tanfolyamot a pesti egyetemen végezte 1835-ben. Ezután joggyakorlatra lépett, és 1836-tól 1838-ig mint királyi táblai hites jegyző működött. 1838-ban ügyvéd, egy évvel később jogtudor lett. Miután több előkelő családnál jogtanító volt, 1841. április 10-én Kismartonban, Esterházy herceg uradalmi igazgatóságánál mint jogügyi előadó és titkár nyert alkalmazást; ez állásában maradt 1848-ig, amikor a Pozsonyi Jogakadémiához tanárrá, majd 1850. május 20-án pedig igazgatóvá neveztették ki. Itt eleinte államismeretet és bányajogot, 1850–1853-ban váltó- és kereskedelmi jogot, 1854. szeptember 27-ig magyar magánjogot tanított. Ezt követően a pozsonyi országos főtörvényszék tanácsosává nevezték ki, megtartva emellett 1861-ig igazgatói állását is. 1855. december 15-én az úrbéri törvényszék ülnökévé és előadójává, 1856. november 24-én pedig a pozsonyi földtehermentesítési bizottság tagjává lett. 1861. január 22-én magyar királyi helytartósági tanácsossá, a következő évben, május 25-én a pesti egyetemen az osztrák–magánjog (österreichisches Privatrecht) és polgári törvénykezés tanárává és királyi tanácsossá nevezték ki. Az 1870/1871. évi tanévben a Jog- és Államtudományi Kar dékánja lett. 1863. június 29-én a hét személyes táblához szavazó bírónak hívták meg, itt egészen 1869. május 31-ig (a hétszemélyes tábla feloszlásáig) működött ebben a pozícióban. Az 1879–1880. tanév végeztével nyugalomba vonult, és Nógrád vármegyei pusztaberki birtokára vonult vissza, ahol egy év múlva, 1881 augusztus 14-én elhunyt.
A Magyar Tudományos Akadémia 1865. december 10-én választotta meg levelező tagjává.

## Családja
Szülei Baintner János és Hirsch Barbara. Testvérei: Baintner Károly (1803–) orvos, Baintner Ferenc (1805–1883) orvos, Baintner Vilmos (1809–), Baintner Vilma (1809–) és Baintner Karolina (1802-). Felesége Permayer (Permajer) Karolina (1828–1905). Fiai Baintner Hugó (Pozsony, 1851-1925) jogász, a kassai jogakadémia rendes tanára, Az avatkozás, Tanulmány a Polgári Perjog köréből című 1896-ban megjelent mű szerzője, illetve a kassai jogakadémia utolsó dékánja és Baintner Arnold (Pozsony, 1853) főszolgabíró, majd magyar királyi pénzügyi titkár. Unokája Baintner Géza (1892–1980) fizikus, egyetemi docens.

## Művei
- Magyar régi és új törvényszéki rendelet és törvénykezési eljárás. Bevezetéssel. Pozsony. 1851
- Az ausztriai általános magánjog alaptanai. Pest. 1868
- Jövő politikánk az országgyűlési képviselők választóihoz. Pest, 1869
- A birósági szervezet különösen a bíróságok megalakulása. Uo. 1870 (Értekezések a társad. tud. kör. I. 12. sz.)
- A birósági szervezet és peres eljárás köztörvényi polgári ügyekben, előadási vezérfonalul. Bpest, 1877